# Melanagromyza ruelliae
Melanagromyza ruelliae är en tvåvingeart som beskrevs av Spencer 1966. Melanagromyza ruelliae ingår i släktet Melanagromyza och familjen minerarflugor. Inga underarter finns listade i Catalogue of Life.